# Hl. Kreuzauffindung (Reichstorf)
Die römisch-katholische Filialkirche Kreuzauffindung in Reichstorf, einem Gemeindeteil des niederbayerischen Markts Eichendorf im Landkreis Dingolfing-Landau, gehört zum Pfarrverband Eichendorf und zum Bistum Passau. Das Patrozinium der Kreuzauffindung ist am 3. Mai. Die Kirche ist als Baudenkmal im Bayernatlas unter der Aktennummer D-2-79-113-75 eingetragen.

## Baulichkeit
Die Kirche ist die ehemalige Schlosskapelle zum Schloss Reichstorf. Die Kirche stammt aus dem 14. Jahrhundert und wurde von dem Ortsadelsgeschlecht der Hausner zu Reichstorf errichtet. Sie ist eine einschiffige Saalkirche mit zwei Fensterachsen und einem Satteldach; sie besitzt einen quadratischen und ungegliederten Westturm mit einem Pyramidendach und einer Kirchturmuhr sowie einen eingezogenen Chor. Die Sakristei ist östlich am Chor angebaut. Der Chor besitzt ein Joch und einen Schluss mit drei Seiten eines Sechsecks. Im Chor ist ein gotisches Kreuzgewölbe ohne Rippen mit Kappenschluss. An den Gewölbeansätzen befinden sich klotzförmige Konsolen. Der rundbogige Chorbogen ist gefast. Das Portal ist spitzbogig und auch gefast. In der Zeit des Barock wurde die Kirche verändert.
Knochenfunde in der Nähe der Kirche stammen von den Reichstorfern, die Mitte des 18. Jahrhunderts an der Pest verstarben. Die Reichstorfer wurden in Hartkirchen begraben. Am 5. November 1967 wurde ein  eigener Friedhof eingeweiht.

## Innenausstattung
Der Kirchenraum ist flachgedeckt. In ihm befinden sich barocke Westemporen mit drei rundbogigen Stirnbögen auf zwei quadratischen Pfeilern.
Der barocke Hochaltar stammt um 1680. Er besitzt einen Zwei-Säulen-Aufbau mit einem gebrochenen Giebel. Auf ihm steht anstatt eines Altarbildes eine Kreuzigungsgruppe. Die Seitenfiguren stellen die Heiligen Petrus und Paul dar; im Giebel ist Gottvater dargestellt. Die beiden Seitenaltäre stammen um 1750 aus der Zeit des Rokoko. Beide besitzen jeweils zwei Säulen, der nördliche ist dem hl. Sebastian, der südliche der hl. Katharina geweiht.
Die Kanzel stammt aus dem Frührokoko um 1725. Der Korpus ist mit Pilastern und Eckvoluten verziert; an den Seiten befindet sich verschlungenes Bandelwerk.